# Орёл (госпитальное судно)
«Орёл» — госпитальное судно Российского общества Красного Креста, сопровождавшее 2-ю Тихоокеанскую эскадру в походе вокруг Африки и во время Цусимского сражения.

## Строительство
Второй после «Ярославля» пароход, построенный по заказу Добровольного флота и первый русский пароход, отвечавший требованиям мирового торгового флота того времени. Послужил образцом при заказе следующих судов.
Контракт на постройку быстроходного грузопассажирского парохода был заключен Добровольным флотом с английской фирмой «Hawthorn R & W. Leslie & Со» в августе 1888 года. Деньги на постройку судна были собраны жителями Орловской губернии. Строительство осуществлялось на стапеле в Ньюкасле. Стоимость контракта составила 103 тыс. фунтов стерлингов. Сроком сдачи было определено 30 июня 1889 года, однако из-за забастовки рабочих сдача состоялась только 1 марта 1890 года.

## Технические характеристики
- Длина: 137,7 м
- Ширина: 14,6 м
- Осадка: 7,32 м
- Водоизмещение: 8175 т
- Тоннаж: 5073,8 брт
- Тип машины: 2 паровых машины тройного расширения
- Мощность машины: 9500 л. с. (общая)
- Средняя скорость: 19,25-20 узлов
- Экипаж: 87 чел.
- Пассажирских мест:
  - на палубе: 1212—1840 чел.
  - в каютах: 9 х 1-го класса, 49 х 2-го класса, 36 х 3-го класса
- Грузоподъемность: 2624 т

## Медицинское оснащение
- 9 палат
- 444 койки
- операционная
- 2 перевязочные
- стерилизационная
- опреснитель
- рентгенографический аппарат
- лаборатория
- аптека
- пекарня
- лифт

## История службы
Перевозил грузы и пассажиров на линии Одесса — Владивосток, время от времени привлекался для перевозки Государя Императора и Его семьи из Севастополя в Ялту и обратно. В 1900 году был привлечен для переброски войск в Китай с целью подавления Боксёрского восстания.
В 1902 году из-за нерентабельности был снят с эксплуатации и поставлен на прикол в Одессе. В том же году был переоборудован во вспомогательный крейсер (установлена артиллерия: 3 × 120-мм, 12 × 75-мм и 6 × 47-мм орудий). После пробных стрельб орудия были демонтированы и сданы на хранение в порт.
В 1903 году был зачислен в отряд кораблей под командованием контр-адмирала А. А. Вирениуса, отправлявшийся из Кронштадта на Дальний Восток, однако с началом русско-японской войны отряд был возвращён из Красного моря в Россию.
16 июня 1904 года вышел из Одессы в Тулон, где на верфи завода «Forges et Chantiers de la Mediterranee» в Ла-Сейне его должны были переоборудовать в госпитальное судно. Работы были закончены в августе. Расходы — 600 тыс. франков — взяло на себя Французское общество Красного Креста. Российское общество Красного Креста обеспечивало содержание госпиталя в течение всего времени его деятельности. Медперсонал плавучего госпиталя насчитывал 86 врачей, 20 медсестер, 10 санитаров и 15 помощников.

## Роль в Цусимском походе и сражении

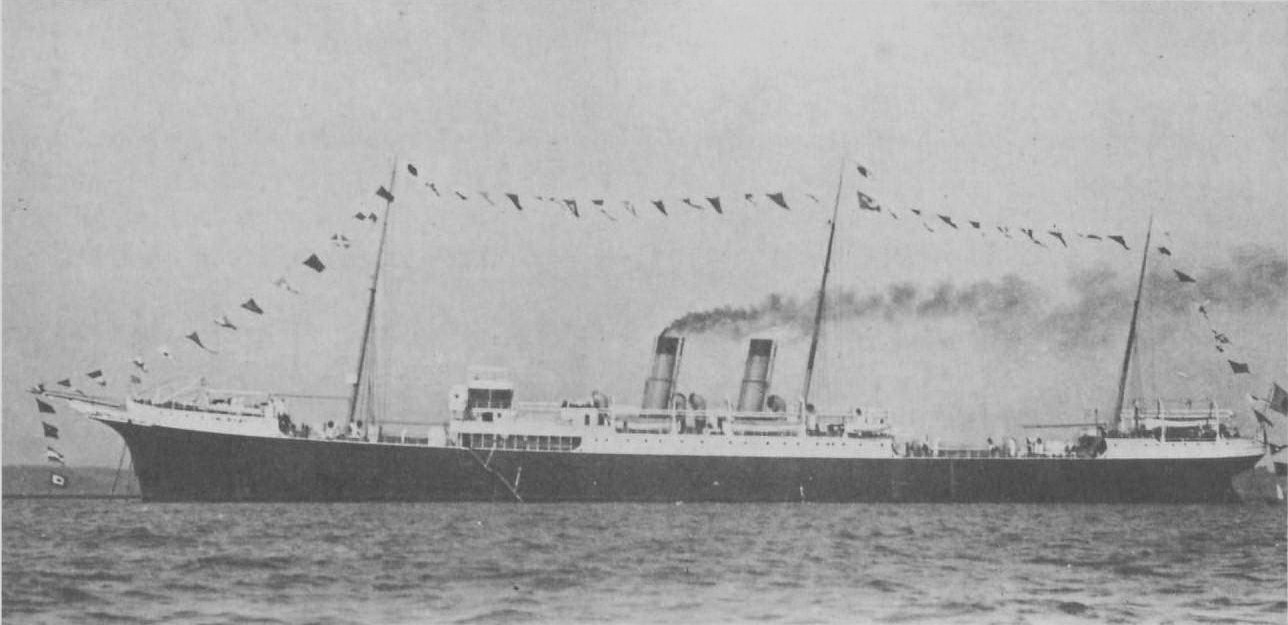
«Касуно-Мару».

21 октября 1904 года в Танжере присоединился ко 2-й Тихоокеанской эскадре, с которой совершил плавание вокруг Африки до места Цусимского сражения.
«Орёл» стал косвенным виновником того, что сражение состоялось. 14 мая 1905 года в 2 часа 28 минут утра опознавательные огни парохода были замечены разведывательным судном японского флота — вспомогательным крейсером «Синано-Мару». Если бы не это, по мнению многих историков, 2-я Тихоокеанская эскадра, шедшая в сумраке и тумане без огней, могла бы пройти место сражения незамеченной.
Во время эскадренного боя «Орёл» был остановлен и досмотрен японским вспомогательным крейсером «Садо-Мару» в 10 морских милях к западу от о-ва Окиносима и отведен под конвоем в бухту Миура.
По приказу командующего эскадрой З. П. Рожественского, на «Орле» были размещены члены команды конфискованного 6 мая английского парохода «Ольдгамия». Кроме того, по приказу штаба эскадры, во время стоянки в Кейптауне, на борту судна был размещён приобретённый запас изолированного кабеля. Во время прохождения Цусимского пролива «Орёл» держался на траверзе боевых сил эскадры. Японцы расценили эти факты как нарушение правил Гаагской конвенции и реквизировали судно. Впоследствии «Орёл» был продан японской фирме и плавал под именем «Касуно-Мару».

## Дальнейшая судьба
- С 1905.09.07 — госпитальное судно в Курэ.
- С 1909.10.16 — пароход.
- 1910.04.06 — продан компании «Тоё Кисэн».
- 1910.04.12 — исключен из списков флота.
- 1910.11.18 — разделан на металл[3].

По другим данным, пароход был в 1916 году выкуплен Россией, но из-за плохого технического состояния не использовался. Дальнейшая судьба корабля не установлена.

## Командный состав судна в 1905 году
- Капитан: капитан 2-го ранга Лахматов Я. К.
- Старший помощник: лейтенант Бейерман, Александр Фридрихович (Логинович)
- Старший врач: статский советник Мультановский, Яков Яковлевич
- Зав. делопроизводством: Гейман Лазарь Карлович[4]
- Ревизор: барон фон Остен-Сакен, Вальтер Генрихович, помощник уполномоченного медицинского управления Российского Красного Креста.

## Медицинский персонал
По штатному расписанию, медицинский персонал «Орла» состоял из 86 врачей, 20 медицинских сестёр, 10 санитаров и 15 помощников.
- Старший ординатор: коллежский советник Загорянский-Кисель, Василий Павлович
- Ординаторы:
  - коллежский асессор Полозов, Андрей Алексеевич
  - коллежский асессор Вержбицкий, Дмитрий Титович
  - лекарь Соколовский, Евгений Карлович
  - доктор Парис Генрих, (гражданин Франции)
  - врач Добровольного Флота Морозов, Дмитрий Васильевич
  - доктор Бурнашева
- провизор Кондратьев, Константин

## Сестры милосердия
Укомплектован сёстрами Кронштадтской общины сестёр Милосердия Российского общества Красного Креста.
1. Сиверс Наталья Михайловна, сестра-настоятельница.
2. Алашева Ольга Витальевна, старшая сестра.
3. Александрова С.
4. Бондарева М.
5. Воеводская М. По представлению Главного медицинского инспектора флота награждена золотой медалью «За усердие» на Аннинской ленте.
6. Жакелен (Арндт) Евгения Морисовна[6]. Награждена медалью «За войну».
7. Иванова О. Награждена медалью «За войну».
8. Игнатьева Н.
9. Клемм Е.
10. Любовицкая Н.
11. Мелехова А. Награждена медалью «За войну».
12. Митенко Н. По представлению Главного медицинского инспектора флота награждена серебряной медалью «За усердие» на Аннинской ленте.
13. Невинская Э.
14. Николаева В.
15. Павловская О.
16. Трейтер Г.А
17. Тюнина М. По представлению Главного медицинского инспектора флота награждена серебряной медалью «За усердие» на Аннинской ленте.
18. Тур О.
19. Юрьева О.
20. Карманова В. Награждена медалью «За войну».
21. Карель Ольга
22. Карель Лидия
23. Шендзиховская Е.
24. Трухманова Г.
25. Фёдорова О.
26. Охотина М.
27. Дмитриева Д., монастырская послушница.
28. Николина Т., монастырская послушница.

## Священники
Иеромонах Зиновий (Дроздов Николай Петрович)
14.07. 1875 г. — 09.09. 1942 г.
Должность: священник госпитального судна.
На судне «Орёл» совершил поход из Балтийского моря в Тихий океан. Вел дневник, который
впоследствии издал отдельной книгой.

## Известные люди, служившие на корабле
- Зиновий — архиепископ Тамбовский и Шацкий, во время Цусимского похода служил на «Орле» судовым священником.